# Azbresnica
Azbresnica (em cirílico: Азбресница) é uma vila da Sérvia localizada no município de Merošina, pertencente ao distrito de Nišava. A sua população era de 726 habitantes segundo o censo de 2011.

## Demografia
| 1948 | 1953 | 1961 | 1971 | 1981 | 1991 | 2002 | 2011 |
| ---- | ---- | ---- | ---- | ---- | ---- | ---- | ---- |
| 1277 | 1340 | 1305 | 1102 | 1044 | 965  | 853  | 726  |